# Kozo Masuda
Kozo Masuda (増田 宏三, Masuda Kōzō; 24 augustus 1934 – 2006) was een Japans componist en muziekpedagoog.

## Levensloop
Masuda begon muziek te studeren aan het Kunitachi College of Music in Tokio bij Saburo Takata en Yuzuru Shimaoka (compositie). Daarna studeerde hij aan het Conservatoire national supérieur de musique in Parijs bij Henri Challan (muziektheorie) en Noël Gallon (harmonie en fuga). Zijn studies voltooide hij aan de Akademie für Musik in Wenen bij Hans Swarowsky (orkestdirectie). 
Hij was professor voor compositie aan zijn Alma Mater, het Kunitachi College of Music in Tokio tot zijn pensionering. Als componist schreef hij werken voor verschillende genres.

## Composities

### Werken voor harmonieorkest
- 1973 Capriccio
- 1974 And dance scene
- 1974 Variations
- 1975 Morning Song
- 1975 Passacaglia and Chorale
- 1975 Song of the Wild Suite
- 1977 To young people on a journey
- 1980 Matrix Dancing
- 1986 Sinfonietta

### Muziektheater

#### Musical
- 1984 Peace of the universe musical in 1 akte - libretto: van de componist

### Vocale muziek

#### Werken voor koor
- 1983 Maiden of Spring, voor vrouwenkoor

### Werken voor traditionele Japanse instrumenten
- 1980 Yamaji, voor shakuhachi en koto
- 1981 Duetten, voor shakuhachi en koto